# Franco Patria
Franco Patria (Torino, 13 febbraio 1943 – Circuito di Montlhéry, 11 ottobre 1964) è stato un pilota automobilistico e pilota di rally italiano.
Morì all'età di 21 anni l'11 ottobre 1964 durante la 1000 chilometri di Parigi a bordo di una Abarth Simca 1300 Bialbero; nella stessa gara morì anche il pilota tedesco Peter Lindner.

## Palmarès
- Campione italiano rally in classe Touring (1,6 litri) nel 1963 su Lancia Flavia
- Vincitore del Rally di Sanremo nel 1963 (copilota Orengo su Lancia Flavia)
- 1º nella classe GT 2500 della Targa Florio nel 1963 con Leo Cella
- Vincitore della Trieste-Opicina nel 1964
- Vincitore della Coupe de Paris nel 1964
- Vincitore della 3 Ore di Monza nel 1964
- Vincitore della 6 Ore di Imola nel 1964
- Vincitore della Stallavena-Boscochiesanuova nel 1964[5]
- 2° alla Coppa Città di Enna nel 1964
- 2° alla cronoscalata di Schauinsland nel 1964